# Thompsons unikhetssats
Thompsons unikhetssats (Feit & Thompson 1963, theorems 24.5 and 25.2) är inom matematiken, ett resultat som säger att en minimal enkel ändlig grupp av udda ordning har en unik maximal delgrupp som innehåller en given elementär abelsk grupp av rang 3. Bender (1973) gav ett kortare bevis av satsen.